# 馬豪輝
馬豪輝，GBS，JP（1951年7月—），回族人，穆斯林，籍貫寧夏，東院道官立小學、聖保羅書院校友（1963年入讀），香港執業律師，現任中華人民共和國香港特別行政區第十二屆全國人民代表大會代表、胡關李羅律師行高級合夥人、香港基本法研究中心副主席、僱員補償援助基金管理局主席、中華回教博愛社顧問、破產欠薪保障基金委員會委員、選舉委員會委員、旅遊業監管局主席、地產代理監管局委員、空運牌照局成員、香港旅遊業議會理事。曾任粵劇發展諮詢委員會成員、土地及建設諮詢委員會委員、香港房屋委員會委員和大舜政策研究中心顧問、伊斯蘭脫維善紀念中學校董。他曾於1967年參加由港九街坊研究會青年組主辦的全港廿歲以下靑年書畫比賽中學組書法賽事。

## 家庭狀況
馬豪輝已婚，其妻為馬廖千睿，並育有女兒馬嘉烯。

## 馬主生涯
馬豪輝與馬廖千睿夫婦於1998/1999年度馬季開始成為馬主，並擁有馬匹「得意非凡」（由何良訓練），在港出賽47次，取得3冠4亞2季成績，於2004年退役。

## 榮譽
- 非官守太平紳士（2005年）
- 銀紫荊星章（2007年）
- 金紫荊星章（2017年）[5]